# Моно-Сіті (Каліфорнія)
Моно-Сіті (англ. Mono City) — переписна місцевість (CDP) в США, в окрузі Моно штату Каліфорнія. Населення — 224 особи (2020).

## Географія
Моно-Сіті розташоване за координатами 38°2′28″ пн. ш. 119°8′48″ зх. д. / 38.04111° пн. ш. 119.14667° зх. д. (38.041184, -119.146607).  За даними Бюро перепису населення США в 2010 році переписна місцевість мала площу 14,05 км², уся площа — суходіл.

## Демографія
Згідно з переписом 2010 року, у переписній місцевості мешкали 172 особи в 63 домогосподарствах у складі 48 родин. Густота населення становила 12 особи/км².  Було 94 помешкання (7/км²).
Расовий склад населення:
| - 90,7 % — білих - 1,2 % — азіатів - 0,6 % — корінних американців - 1,2 % — осіб інших рас |

До двох чи більше рас належало 6,4 %. Частка іспаномовних становила 21,5 % від усіх жителів.
За віковим діапазоном населення розподілялося таким чином: 23,8 % — особи молодші 18 років, 67,5 % — особи у віці 18—64 років, 8,7 % — особи у віці 65 років та старші. Медіана віку мешканця становила 41,0 року. На 100 осіб жіночої статі у переписній місцевості припадало 91,1 чоловіків;  на 100 жінок у віці від 18 років та старших — 95,5 чоловіків також старших 18 років.
Цивільне працевлаштоване населення становило 34 особи. Основні галузі зайнятості: науковці, спеціалісти, менеджери — 52,9 %, інформація — 29,4 %, будівництво — 14,7 %, освіта, охорона здоров'я та соціальна допомога — 2,9 %.